# だれ?らじ
『だれ?らじ』は、かつて音泉にて配信されていたインターネットラジオ番組。

## 概要
知名度があまり無く、「誰だかわからない」であろう女性声優3人が何となくトークを繰り広げていく番組。
番組開始当初は全員がスペースクラフトに所属しており、『誰だかよくわからねぇスペースクラフト所属の新人女性声優3人が何となーく喋るラジオ』と冒頭紹介していたが、野村が2018年9月30日を持ってスペースクラフトを退社したため、第120回（同年10月2日）からは『誰だかよくわかんねぇ新人女性声優3人が何となーく喋るラジオ』に、第121回（同年10月9日）からは『誰だかよくわかんねぇ女性声優3人が何となーく喋るラジオ』、第122回（同年10月16日）からは『誰だかよくわかんねぇ3人が何となーく喋るラジオ』へと変化していった。
2020年11月の最末期には残った角元・駒形の2名もスペースクラフトを退社したため、最終的には全員が同社から離脱する結果となった。このため、番組も2021年1月12日をもって終了。4年半の放送に幕を降ろした。

### 配信日
音泉
- 毎週火曜日午後配信（2016年6月7日 - 2021年1月12日[1]）
  - ※有料会員である音泉プレミアムサポーター[注 1]は、通常配信以外の「おまけコーナー」を聴取可能[3]。
  - 末期の2020年5月からは隔週に移行していた。

### パーソナリティ
- 野村香菜子（のむら、ノメル）
- 駒形友梨（ベイ、ベイせん、おベイベイ）
- 角元明日香（明日香ちゃん、しーまる）

### テーマソング

#### オープニングテーマ
「Radi Go!」（第35回 - 第88回）
歌 - 野村香菜子、駒形友梨、角元明日香
「Starting Now!」（第89回 - 第161回）
作詞・作曲 - 赤羽望、大原大輝 / 編曲 - カリカリベーコン / 歌 - 野村香菜子、駒形友梨、角元明日香
「Step Bye Step」（第162回 - 最終回）
作詞・作曲 - 萬福裕貴 / 歌 - 野村香菜子、駒形友梨、角元明日香

#### エンディングテーマ
「WHO IS THIS?」（第35回 - 第88回）
歌 - 野村香菜子、駒形友梨、角元明日香
「寝落ちまで騒ぎましょう」（第89回 - 第161回）
作詞 - 阿部史 / 作曲・編曲 - 渡邉俊彦 / 歌 - 野村香菜子、駒形友梨、角元明日香
「シグナル」（第162回 - 最終回）
作詞 - 萩原裕一郎、泉 典孝 / 作曲 - 泉 典孝 / 歌 - 野村香菜子、駒形友梨、角元明日香

## コーナー
ふつおた
リスナーからの普通のお便りを紹介するコーナー。コーナー突入前には当番組に送られてくるリスナーメールの週間総数を発表している。
自由なコーナー
パーソナリティ3人によるフリートークコーナー。
ラジオなめんなっ
リスナーや番組構成作家からの、パーソナリティ3人に対するダメ出し（愛のムチ）を発表するコーナー。第1回より開始され、第6回にてスタッフからのダメ出しが無かった事を受け、レギュラーとしてのコーナーが終了した。以降は不定期で行われている。
教えて！ベイせん、ツッコミ講座！
野村と角元が、駒形にツッコミを教わるコーナー。ボケのお題に対して野村と角元がツッコミを入れ、駒形が評価をする。最後に駒形がお手本のツッコミを披露し、リピートも行う。第3回にて野村が当コーナーを提案し、開始された。第6回にてレギュラーとしてのコーナーが終了。以降は不定期で行われている。
明日香のキャラ迷走劇
角元が様々なキャラを演じていくコーナー。上の句・下の句に分かれたクジを野村と駒形が引き、組み合わせた設定キャラを演じていく。コーナー後半には、野村・駒形も設定キャラを演じる場合がある。第6回「自由なコーナー」にて野村が当コーナーを提案し、開始された。第25回にてレギュラーとしてのコーナーが終了。以降は不定期で行われている。
ゆりりんのなんでも相談室♪
駒形が清純キャラ「ゆりりん」に成りきり、リスナーの悩み相談に対して親身になって答えていくコーナー。第20回より開始し、第21回以降は「ゆりりんのまったりなんでも相談室♪」のタイトルコールで行われた。第25回にてレギュラーとしてのコーナーが終了。以降は不定期で行われている。
日本語を捨てた野村
日本語を喋れないという設定内にある野村が、出題されたお題に対して身振りや日本語以外の言葉を駆使して駒形と角元に伝えていくコーナー。2016年11月開催の公開録音に向けてのコーナーとして野村が発案した。公開録音以降は番組内にて不定期で行われている。
明日香なめんなっ！
リスナーから募集した様々な試練を、角元が挑戦して乗り越えていくコーナー。第27回「自由なコーナー」にて野村が当コーナーを提案し、開始された。
だれ?らじ革命伝説物語！
「勇者のむら（野村）、相棒しーまる（角元）」vs「魔物（駒形）」形式の、世界の平和を懸けた対決コーナー。リスナーから募集した必殺技（お笑いネタ）を交互に繰り出していき、笑ってしまったパーソナリティは負けとなる。第45回「自由なコーナー」にて野村が当コーナーを提案し、開始された。
日本語を拾うのむら
野村が声優として日本人として初心に戻り、日本のことわざ・漢字にまつわるクイズに挑戦する。駒形がクイズを出題し、野村がヒントを欲しい場合は「しーまるヒント」を使用して角元がヒントを出す。第52回より開始。
しーまる様が罵ってあげる
リスナーから自分のダメエピソードを募集し、角元が全力で罵っていく。第78回より開始。
酔いどれしーまるの愚痴らじ！
リスナーから世の中に対する不平不満や愚痴を募集し、角元に吐露することによって少しでも心を楽にしていこうというコーナー。おまけコーナーでの単発企画だったが、第120回より正式に開始。
だれ？らじ三連単
提示されたお題に対し、リスナーはメインパーソナリティ三人のうち誰が一番当てはまるかを考え、メールにて投票。三人はその結果を予想し、単勝または三連単で当てていくコーナー。架空でお金を賭け、無一文になったら終了との事だったが、サブ作家運営の架空の銀行(ケツバンク)へ、私物を担保に借金をして存続させていた。野村発案のコーナーで、第137回に発表、138回より正式に開始。
だれ？らじ風流いとをかし〜見ざる言わざる聞かざる編〜
リスナーから募集したお題をテーマに、五七五の俳句をつくるコーナー。最初の五文字、中の七文字、最後の五文字と、三つに区切られたパートをそれぞれが担当し、完成させる。担当はクジ引きにて決める。また、俳句を考える際に、他の担当が何を書いているか、見ても言っても聞いてもいけない。出来上がった俳句は、サブ作家が「いとをかし、をかし、おかしい、すごくおかしい」の四段階で評価する。野村発案のコーナーで、第164回に発表、165回より正式に開始。
繋ぎのコーナー
「だれ？らじ風流いとをかし」終了後からスタート。メインパーソナリティである野村香菜子(ルマンド野村先生)が、次のコーナーを企画し立ち上げるまでの間、繋ぎで行われたコーナー。リスナーから募集した様々なセリフ(萌え台詞やネタ台詞)をメインパーソナリティ三人が読んでいく。誰が読むかはクジ引きで決定するが、クジには、大抵は名前が直接書かれておらず、パーソナリティの特徴やイニシャル、フリートークでイジられた内容の抜粋などが書かれている。読まれたセリフはオマケコーナーのジングルに使用された。

### 特別コーナー
誕生日特別コーナー
パーソナリティの誕生日に近い配信回に行われる特別コーナー。駒形のイメージアップを図っていく『ベイのイメージアップ大作戦（第12回、第13回）』、スタッフからの誕生日プレゼントを獲得するためにパーソナリティがクイズに挑戦する『クイズ のむらは何と言ったでしょうか（第29回）』、『頑張れ明日香しーまる プレゼント獲得クイズ（第43回）』などが行われた。
（ゲスト名）とフィーリングが合うのは誰だ選手権
番組にゲストが来た際に行われる特別企画。お題に対する回答を、ゲストとより多く合わせることが出来たパーソナリティが優勝となる。第14回、第30回にて行われた。
ガラポンTVプレゼンツ おすすめテレビ番組はこれ
音泉とガラポンTVとのコラボレーションを記念した企画。パーソナリティが最近見たテレビ番組でおすすめの番組を紹介していく。第46回から第51回まで行われた。
放送作家研修生 ケツ作家こと田中がお贈りするコーナー
当番組のサブ作家である田中が、パーソナリティ3人それぞれの魅力を引き出す企画を考え、リスナーを楽しませつつ作家としての実力をアピールする。田中とパーソナリティ（第69回は野村、第70回は駒形、第71回は角元）が1対1のトーク形式でコーナーが進んでいく。
のむまる相性診断
野村と角元の相性を確かめるコーナー。出されるお題に対し、2人が同時に回答して答えが合うのか合わないのかを見る。第79回にて行われた。

## ゲスト
- 第011回（2016年08月16日） - 花守ゆみり、鈴木愛奈 [注 2]
- 第014回（2016年09月06日） - 上坂すみれ
- 第030回（2016年12月27日） - 三澤紗千香
- 第041回（2017年03月21日） - 鷲崎健
- 第050回（2017年05月23日） - 中村繪里子
- 第053回（2017年06月13日） - 和田京子
- 第066回（2017年09月12日） - 陽向さおり[注 3]
- 第067回（2017年09月19日） - 今泉有満[注 3]
- 第068回（2017年09月26日） - 岡村海那実[注 3]
- 第072回（2017年10月24日） - 松井恵理子
- 第093回（2018年03月27日） - 奥野香耶
- 第100回（2018年05月15日） - 鷲崎健
- 第106回（2018年06月26日） - 五十嵐巧巳[注 3]
- 第124回（2018年10月30日） - MoeMi
- 第126回（2018年11月13日） - 鷲崎健
- 第183回（2019年12月24日） - 速水奨[注 4]

## エピソード
- 2016年6月開催の「だれ?らじ」トークショーにて、当番組のテーマソングを制作することを発表した。第34回（2017年1月31日）にて曲が初出しされ、第35回（同年2月7日）よりOP曲・ED曲として正式に採用された。CD化もされ、北口本宮冨士浅間神社にてスタッフ一同がヒット祈願をする様子が音泉YouTube内にて動画配信された[5]。
- 2016年11月2日、聖学院大学の学園祭に、当ラジオのパーソナリティ3人が『角元明日香・駒形友梨・野村香菜子 トークショー in 聖学院大学[6]』として出演した。
- 2016年11月開催の＜音泉＞文化祭内イベント「第1回＜音泉＞あざかわ選手権」に先駆けて配信された動画特番『音泉文化祭2016直前！PPAP（プリティーなプロディーサー達があざとかわいくプレゼンしちゃう）ニコ生！[7]』にて、当番組から野村と角元が駒形（出場選手）のプロデューサー役として出演し、プレゼンテーションを行った。本番当日のあざかわ選手権では駒形が優勝し、賞金30万円を獲得した。賞金は山梨ロケの費用に使われた（ラジオCD vol.3豪華版のDVDに収録）。
- 2016年11月開催の＜音泉＞文化祭内コラボカフェにて、当番組と『ゆみりと愛奈のモグモグ・コミュニケーションズ（愛称：モグコミ）』が共同制作したオリジナルフード『モグコミ&だれ?らじ オリジナルカレー』を出展した（先着特典：2番組どちらかの特製米袋）。当メニューのライスは、この2番組のパーソナリティ達が常総市で刈り取りをした米を使用しており、刈り取りの様子が音泉YouTube内にて動画配信された[8]。当番組からはドリンク『ほんとは優しぃ。。。「だれ？らじ」Dのツンデレ♡パイナップルジュース 3人のオススメコメントカード付き』も出展した。
- 第80回（2017年12月19日）にて音泉スタッフの大西が番組に出演し、担当番組『ほめられてのびるらじお』のPCゲーム『ほめられてのびるらじお 100周年目のほめらじの輪』の宣伝を行った。
- 第83回（2018年1月16日）にて、当番組の新テーマソングを制作することを発表した。第87回（同年2月13日）にて曲が初出しされ、第88回（同年2月20日）よりOP曲・ED曲として正式に採用された。
- 2018年2月18日開催の『インターネットラジオステーション＜音泉＞祭り 2018冬』にて、当番組が所属する「＜音泉＞チーム」と「WUGチーム」に分かれて賞金150万円を懸けて対決するゲーム企画『＜音泉＞ VS WUG 〜音剣戦争〜』が行われた[9]。結果は引き分けとなり、両チーム75万円ずつを獲得した。2018年2月28日配信の特別回（有料配信）では、この企画の感想が述べられた[10]。当番組とモグコミの2番組に充てられた賞金38万円は、大阪ロケの費用に使われた（DVD『もぐだれツアー in 大阪』に収録）。
- 2018年4月開催の「音泉×スイーツパラダイス」のコラボカフェにて、当番組のオリジナルドリンク『誰ジュース』、グッズ『アクリルキーホルダーセット 着ぐるみver.』、グッズ『ポストカード』を出展した[11]。
- 第100回（2018年5月15日）にて、第100回配信と番組2周年を記念した主題歌CDを制作することが発表され、作詞はパーソナリティ3人、作曲は鷲崎健が担当することになった。そして、CDが3000枚売れなかった場合は番組終了との指令も出された。同年7月に『インターネットラジオステーション＜音泉＞27時間ニコ生放送』にて曲が初披露され、同年8月のお渡し会やコミックマーケットによる販売を経た結果、無事に3000枚を超えて番組の継続が決定した。

## イベント
※太字は番組単独イベント。
※音泉主催イベントへの出演も含む。
| 開催日        | イベント名 | 会場                       | 備考 |
| 2016年        | 2016年 | 2016年                     | 2016年 |
| ------------- | --- | -------------------------- | --- |
| 6月29日       | 「だれ?らじ」トークショー                                                                                                   | 13式催事空間               | 観覧希望者多数につき、急遽ニコニコ生放送にて生配信された。 |
| 9月3日        | だれ?らじ 公開録音〜名前と顔を覚えて帰ってください〜                                                                        | 東京国際交流館             | ゆみりと愛奈のモグモグ・コミュニケーションズ公開録音 『～「花守ゆみり」お誕生日 約1カ月前記念という理由で このタイミングでイベントを行うのは“亜李”ですか？～』 と同日開催。 コラボパートで花守ゆみりと鈴木愛奈がゲスト出演。 |
| 11月19日      | ＜音泉＞文化祭2016内開催「だれ?らじ 公開録音」                                                                              | 3331 Arts Chiyoda          | カタヌキと缶バッジがイベントグッズとして販売された。 |
| 2017年        | |                            | |
| 2月18日       | ＜音泉＞祭り 2017冬 内イベント ＜音泉＞「おにゃのこ」パーソナリティ祭り！リスナーの皆さんも一緒に盛り上がっちゃいましょう！ | よみうりランド             | |
| 5月5日        | 「だれ?らじ」CD発売記念イベント in AKIHABARAゲーマーズ本店                                                                  | AKIHABARAゲーマーズ本店 6F | 第1部 開演 11時00分 ラジオ公開録音（お土産つき：オリジナル米袋入りつなごう米） 第2部 開演 13時00分 ミニライブ&プレゼント抽選会                                                                                               |
| 11月5日       | だれ?らじ公開録音〜もちろん顔と名前覚えてますよね〜                                                                         | 東京国際交流会館           | |
| 2018年        | |                            | |
| 5月24日       | インターネットラジオステーション＜音泉＞祭り 2018冬                                                                         | 幕張メッセ                 | |
| 8月4日 8月5日 | 主題歌CD「合言葉はWHO」先行発売&お渡し会                                                                                    | 秋葉原エンタス             | |
| 2019年        | |                            | |
| 5月5日        | だれ?らじ～公開録音&トーク～                                                                                                | 東京国際交流館             | 第1部 開演 15時00分 第2部 開演 17時00分 |
| 8月18日       | エンタス1周年記念＜音泉＞コラボイベント                                                                                     | 秋葉原エンタス             | イベントの第1部にMCの3人が出演 |
| 10月5日       | テーマソングCD「Step Bye Step/シグナル」 発売記念ミニライブ&お渡し会                                                        | LIVE HALL aube shibuya     | 第1部 開演 15時00分 第2部 開演 17時30分 |
| 2020年        | |                            | |
| 2月2日        | インターネットラジオステーション＜音泉＞祭り 2020冬                                                                         | なかのゼロ                 | |
| 2024年        | |                            | |
| 2月3日        | だれ?らじ～LAST LIVE&TALK !～                                                                                               | 大塚Hearts Next            | 第1部 開演 14時00分 第2部 開演 16時30分 第3部 開演 18時30分 |

## 関連商品

### CD・DVD
ラジオCD
| ラジオCD「だれ?らじ」 | ラジオCD「だれ?らじ」 | ラジオCD「だれ?らじ」 | ラジオCD「だれ?らじ」 | ラジオCD「だれ?らじ」                                                | ラジオCD「だれ?らじ」 |
| Vol.                  | 発売日                | 新規収録ゲスト        | 過去配信回            | 備考                                                                 | 商品番号              |
| --------------------- | --------------------- | --------------------- | --------------------- | -------------------------------------------------------------------- | --------------------- |
| 1                     | 2016年09月28日[注 5]  |                       | 第01回 - 第07回       | 先行発売購入でスペシャルCDが付属                                     | TBZR-0736/0737        |
| 2                     | 2017年01月25日[注 6]  |                       | 第08回 - 第14回       | 未配信の第0回収録                                                    | TBZR-0773/0774        |
| 3                     | 2017年03月29日[注 7]  |                       | 第15回 - 第21回       | 先行発売（豪華版）購入で山梨ロケ収録DVDが付属 （ゲスト：三澤紗千香） | TBZR-0835/0836        |
| 4                     | 2017年09月27日[注 8]  | 和田京子              | 第22回 - 第28回       |                                                                      | TBZR-0912/0913        |
| 5                     | 2018年01月31日[注 9]  | 松井恵理子            | 第29回 - 第42回       |                                                                      | TBZR-0939/0940        |
| 6                     | 2018年05月30日[注 10] | 末柄里恵              | 第43回 - 第56回       |                                                                      | TBZR-1019/1020        |
| 7                     | 2018年09月26日[注 11] | 戸田めぐみ            | 第57回 - 第70回       |                                                                      | TBZR-1042             |
| 8                     | 2019年01月30日[注 12] | 山口立花子            | 第71回 - 第84回       | 同日発売の番組DVD同時購入で特典DVDが付属                             | TBZR-1070             |
| 9                     | 2020年05月27日        |                       | 第85回 - 第98回       |                                                                      | TBZR-1172/1173        |
| 10                    | 2020年05月27日        |                       | 第99回 - 第112回      |                                                                      | TBZR-1174/1175        |
| 11-18                 | 2021年01月30日[注 13] |                       | 第113回 - 第219回     | 完全受注生産品 3人の直筆サイン+注文者の名前入りジャケットが付属      | TBZR-1212-1214        |
楽曲CD
| 発売日                | タイトル                               | 備考                     | 商品番号       | 最高位[13] |
| --------------------- | -------------------------------------- | ------------------------ | -------------- | ---------- |
| 2017年03月29日[注 14] | Radi Go! / WHO IS THIS?                | 新規録りおろしラジオ付属 | TBCM-0823/0824 | 185位      |
| 2018年02月28日[注 15] | Starting Now! / 寝落ちまで騒ぎましょう | 新規録りおろしラジオ付属 | TBCM-0988/0989 | -          |
| 2018年09月26日[注 16] | 合言葉はWHO                            | 番組100回記念企画曲      | TBCM-1046      | 153位      |
| 2019年09月25日        | Step Bye Step / シグナル               | 新規録りおろしラジオ付属 | TBCM-1118      | -          |
DVD
| 発売日                | タイトル                                         | 備考                                            | 商品番号  |
| --------------------- | ------------------------------------------------ | ----------------------------------------------- | --------- |
| 2018年07月15日        | もぐだれツアー in 大阪                           | 当番組とモグコミの2番組合同による大阪ロケ収録   | TBBK-1040 |
| 2019年01月30日[注 13] | だれ?らじ 主題歌CD3000枚達成記念ご褒美パーティー | 同日発売のラジオCD vol.8同時購入で特典DVDが付属 | TBBK-1072 |

### グッズ
「だれ?らじ」オリジナルTシャツ
- 2016年9月3日開催の公開録音の物販ブースにて販売。音泉通販サイトにおいても販売。

だれ?らじ オリジナルパーカー
- 2016年11月15日、音泉通販サイトにて販売。同年11月19日開催の音泉文化祭の会場においても販売。

「だれ?らじ」クッションカバーセット（クッションカバーと抱きながら聞くCDのセット）
- コミックマーケット92（2017年8月11日 - 8月13日）、2017年8月13日 - 9月18日（音泉通販キャンペーン）

これが売れなきゃ番組終わるよっ♪のむベイまる プロデュースだれ?らじグッズセット
- 2017年11月5日開催の公開録音の物販ブースにて販売。音泉通販サイトにおいても販売。
- グッズセット内容：パリピ☆キャップ、ベイブックカバー、しーまるの小金があつまるチャリンチャリンケース

「だれ？らじ」アクリルキーホルダーセット
- 2018年2月18日（インターネットラジオステーション＜音泉＞祭り 2018冬[14]）

「だれ？らじ」アクリルキーホルダーセット 着ぐるみver.
- 2018年4月13日 - 30日（音泉×スイーツパラダイス[11]）